# Molophilus (Molophilus) poecilonotus
Molophilus (Molophilus) poecilonotus is een tweevleugelige uit de familie steltmuggen (Limoniidae). De soort komt voor in het Australaziatisch gebied.